# روبرت هوسپ
روبرت هوسپ (انگلیسی: Robert Hosp; ۱۳ دسامبر ۱۹۳۹ – ۵ اکتبر ۲۰۲۱) بازیکن فوتبال اهل سوئیس بود.
از باشگاه‌هایی که در آن بازی کرده‌است می‌توان به باشگاه فوتبال لوزان-اسپورت اشاره کرد.
وی همچنین در تیم ملی فوتبال سوئیس بازی کرده‌است.